# Офісний простір
«Офісний простір» (англ. Office Space) — американський комедійний фільм. У фільмі сатирично висвітлена праця у компаніях з розробки програмного забезпечення в 1990-х роках. Режисер та автор сценарію Майк Джадж.

## Сюжет та зйомки
Зйомки фільму проходили в американських містах Остін та Даллас (штат Техас).

### Короткий зміст
Фільм описує групу працівників компанії «Initech», трьох друзів: Пітера, Саміра та Майкла. Задля зменшення витрат, компанія наймає консультантів, яких називають «Боби» (вони мають однакове ім'я Боб). Експерти з ефективності будуть вирішувати кого звільнити, а кому працювати. Залишитись на роботі та вирішити свої особисті проблеми, ось що хвилює головних героїв.

### Актори
- Рон Лівінґстон — Пітер Гіббонс
- Дженіфер Еністон — Джоана
- Ґері Коул — Білл Ламберг
- Стівен Рут — Мілтон Ваддамс
- Девід Герман — Майкл Болтон
- Аджаі Наіду — Самір Наїнанаджад
- Дідріх Бадер — Лоренс
- Джон Макгінлі — Боб Слайделл
- Алі Вентворт — Анна
- Річард Ріле — Том Сміковські
- Тодд Даффі — офіціант
- Майк Джадж — Стен

## Оцінки й відгуки
На агрегаторі Rotten Tomatoes фільм зібрав  80%  схвальних рецензій від критиків на основі 102 відгуків із середньою оцінкою 6,8/10, Metacritic — 68/100 (31 відгуків критиків), Internet Movie Database — 7,6/10 (279 тисяч голосів). Глядачі, опитані Cinemago під час прем'єрного вікенду, дали фільму середню оцінку C+ за шкалою від A+ до F.
Роджер Еберт із Chicago Sun-Times дав фільму три зірки з чотирьох і написав, що Джадж: Належить до своїх персонажів трохи як до мультяшних персонажів. Це працює. Нюанси поведінки не обов'язкові, тому що у світі кабінок кожна риса особистості перебільшена, і бранці, хитаючись, виглядають гротескно . У своїй рецензії для San Francisco Chronicle Мік Ласалль пише: Лівінгстон чудово зіграв Пітера, молодого хлопця, чия уява і здатність на щастя це ті самі речі, які роблять його нещасним .
Оуен Глейберман з Entertainment Weekly поставив фільму оцінку С і розкритикував його за те, що він здавався стиснутим і недооціненим . У своїй рецензії в The New York Times Стівен Холден написав: Складається враження, що це набір нарисів, зібраних разом у розповідь, яка не набирає великого обороту .
У 2008 році Entertainment Weekly назвав «Офісний простір» одним із «100 найкращих фільмів з 1983 по 2008 рік», помістивши його на 73-е місце.

## Цікаві факти
- Кільце Ламберга є випускним кільцем академії Земних сил із всесвіту «Вавилон-5». Гері Коул носив цю каблучку в телесеріалі «Хрестовий похід».
- Дві справжні компанії назвали на честь фільму: Initech Ltd. Архівна копія від 20 серпня 2007 року на Wayback Machine (Великобританія) та Initech LLC (США).
- У другій серії сьомого сезону мультсеріалу «Грифіни» (I Dream of Jesus) головні герої Стьюї та Брайн розправляються з набридлою платівкою так само, як головні герої фільму розправилися з принтером.
- У Мілтона на столі лежить його улюблений червоний степлер марки Swingline. На момент прем'єри компанія не виробляла червоних степлерів, проте популярність фільму змусила їх створити цю лінію.
- Багато аспектів фільму, що відсилають до «застійних» реалій корпоративної культури в галузі інформаційних технологій, стали згодом популярними серед ІТ-фахівців, наприклад помилка PC LOAD LETTER як зразок незрозумілого та неінтуїтивного повідомлення про помилку[10][11], або звіти TPS як символ марної та безглуздої паперової роботи для виконання проекту.